# Радж, Риши С.
Риши С. Радж (англ. Rishy S.Raj; родился в Индии в 1945 году) — профессор, доктор физико-математических наук. Президент Ассоциации индийских ученых в США.

## Биография
Риши С. Радж родился в 1945 году в Индии. В 1964 году с отличием закончил физико-математический факультет Университета Пенджаба.
В 1964—1965 годах работал преподавателем прикладной химии в Политехническом колледже в Индии. Затем уехал в СССР и поступил на инженерный факультет Университета дружбы народов им. Патриса Лумумбы на специальность «Энергетическое машиностроение». Стал его выпускником в 1969 году. Получил диплом переводчика с английского на русский язык.
С 1969 по 1970 год Риши С. Радж проводил научные исследования в Национальной аэронавигационной лаборатории.
С 1970 по 1974 год проводил научные исследования на кафедре аэрокосмической промышленности в Университете штата Пенсильвания.
В 1974 году защитил диссертацию на соискание ученой степени доктора наук в США, направление — аэрокосмическая промышленность. В период с 1975 по 1981 год работал научным сотрудником инженерно-механического факультета Городского колледжа Нью-Йорка. В период с 1976 по 1982 год он работал в качестве консультанта в компании Curtiss Wright Corporation, в 1981 году стал работать консультантом корпорации Exxon, а в 1983 году — техническим специалистом в армии США.
С 1981 по 1984 год был доцентом инженерно-механического факультета Городского колледжа Нью-Йорка. В 1983 году был в подразделении газотурбинного двигателя в компании Teledyne. В 1985 году стал профессором Городского колледжа Нью-Йорка и директором лаборатории. С 1987 по 1988 год — декан Инженерной школы Городского колледжа Нью-Йорк. С 1989 по 1990 год был научным сотрудником НАСА Лэнгли. С 1991 по 1993 год, а также в 2004 год занимал должность почётного члена Военно-морского фота США. В 2004 году стал международным консультантом по математике человеческого тела в Высшей школе интегрированной медицины Свинбургского университета Австралии.
В 2006 году занял должность руководителя факультета Сената Городского колледжа Нью-Йорка.